# Битва при реке Тонг
Битва при реке Тонг (англ. Battle of the Tongue River) — сражение между американской армией и индейцами арапахо, произошедшее 29 августа 1865 года на территории современного округа Шеридан, в результате которого был захвачен индейский лагерь. Захват лагеря северных арапахо был единственным успехом крупномасштабной военной операции американской армии против враждебных индейцев, известной как Экспедиция на Паудер-Ривер.

## Предыстория
Летом 1865 года генерал-майор Гренвилл Додж, командующий департаментом Миссури, отправил карательную экспедицию на территорию Паудер-Ривер, которую возглавил бригадный генерал Патрик Коннор. Он разделил свои силы на три колонны, которые должны были окружить враждебных индейцев. Одну из колонн возглавил сам Патрик Коннор, остальные — Нельсон Коул и Сэмюэл Уокер. Все три колонны должны были соединиться в новом форте Коннор.
Бригадный генерал и его 675 солдат, индейские разведчики и гражданские погонщики вместе с обозом, полным припасов, покинули форт Ларами 1 августа 1865 года, чтобы соединиться с колоннами Коула и Уокера. Во время продвижения колонны Коннора, скауты пауни во главе с капитаном Нортом, дважды вступали в бой с шайеннами. Преследуя враждебных индейцев, скауты обнаружили большую общину шайеннов. Норт послал донесение Коннору, и тот приказал полковнику Кидду во главе 6-го мичиганского полка присоединиться к пауни. Примерно в километре от форта полковник встретил Норта, который объяснил, что его лошади устали, и он вынужден отказаться от погони, но капитан приказал лейтенанту Мюри сопровождать Кидда с несколькими пауни. Но солдаты Кидда не желали воевать с индейцами и вернулись в лагерь.
Вместо того, чтобы преследовать шайеннов, обнаруженных скаутами Норта, Коннор двинулся на север к реке Тонг. Осматривая долину реки, Джим Бриджер, маунтинмен и один из белых скаутов экспедиции, заметил вдали дым от костров. Эдвард Коннор приказал Норту и нескольким скаутам пауни провести разведку. Вернувшись, скауты сообщили, что лагерь огромный. Коннор немедленно организовал силы для атаки на индейский лагерь, отобрав только солдат с лучшими лошадьми.

## Сражение
Около восьми утра 29 августа солдаты приблизились к селению арапахо. Через час войско Коннора атаковало деревню. Селение, возглавляемое вождями Чёрным Медведем и Шаманом, насчитывало около 500 жителей. Многие мужчины отсутствовали в лагере, отправившись на войну с кроу в район реки Бигхорн.
Когда арапахо увидели солдат, то бросили свой скарб и кинулись бежать к небольшой речке. Скауты пауни первыми ринулись в лагерь, за ними следовали солдаты и скауты омаха и виннебаго. В рукопашной схватке было много беспорядочной стрельбы, в результате которой многие женщины и дети были убиты. После первой атаки оставшиеся в деревне воины организовали оборону, отступив примерно на 20 км вверх по Вулф-Крик, прикрывая бегство женщин и детей. Коннор приказал Фрэнку Норту взять несколько скаутов пауни и захватить лошадей арапахо, а сам с группой солдат и пауни начал преследовать убегающих воинов, чья отвага позволила скрыться многим женщинам и детям.
Коннор преследовал арапахо около 16 км, когда обнаружил, что с ним осталось только три офицера и десять солдат. Лошади были так измотаны, что большинство солдат повернуло назад. Некоторые солдаты, а также и скауты, вернулись грабить индейский лагерь. Воины арапахо перегруппировались и контратаковали, и Коннор был вынужден остановить преследование. Около обеда бригадный генерал вернулся в селение и приказал солдатам уничтожить оставленную индейцами собственность. Солдаты сожгли 250 типи и огромное количество припасов. После уничтожения лагеря Коннор приказал своему войску отступить. Северные арапахо продолжали преследовать Коннора и пытались вернуть захваченных лошадей. Они предпринимали отчаянные попытки обратить табун в бегство, но армейские скауты не позволили им этого сделать. Преследование продолжалось до полуночи, когда северные арапахо, наконец, прекратили погоню. 30 августа около трёх часов утра войско Коннора вернулось в основной армейский лагерь на реке Тонг, проведя бой и преодолев более 112 км менее чем за 36 часов.

## Итоги
Коннор утверждал, что убил 35 воинов арапахо, включая сына вождя Чёрного Медведя, и ранил ещё больше, но в его отчёте не упоминаются погибшие женщины и дети. Бригадный генерал счёл разумным не упоминать о смерти мирных жителей после резкой критики генерала Джона Поупа за его предыдущий приказ убивать всех мужчин старше 12 лет. 22-летний скаут омаха Маленькая Птица был убит, а исполняющий обязанности сержанта Чарльз Лейтэм из Корпуса связи был смертельно ранен, ещё шесть человек, включая второго лейтенанта Оскара Джевитта, были ранены. Несмотря на победу, Коннор был в ярости от поведения некоторых солдат и индейских скаутов, отказавшихся от погони, чтобы мародёрствовать в лагере северных арапахо. Он строго запретил грабёж и на следующий день приказал сжечь всю добычу, собранную его людьми во время захвата деревни, а пленных женщин и детей отпустить.
Северные арапахо, прежде не проявлявшие особой враждебности к белым, после нападения на их лагерь присоединились к лакота и шайеннам к войне против американцев.